# Yimnashana lungtauensis
Yimnashana lungtauensis är en skalbaggsart som beskrevs av J. Linsley Gressitt 1951. Yimnashana lungtauensis ingår i släktet Yimnashana och familjen långhorningar. Inga underarter finns listade i Catalogue of Life.